# 문예학
문예학(文藝學)은 문학을 연구 대상으로 하는 학문이다.
문학을 연구하고 평가하고 해석하는 학문이다. 현대 문학 비평은 종종 문학의 목표와 방법에 대한 철학적 논의인 문학 이론의 영향을 받는다. 두 활동이 밀접하게 관련되어 있지만 문학 평론가가 항상 이론가인 것은 아니며 항상 이론가였던 것은 아니다.
문학 비평이 문학 이론과 별도의 연구 분야로 간주되어야 하는지 여부는 논란의 여지가 있는 문제이다. 예를 들어, 존스 홉킨스 문학 이론 및 비평 안내서는 문학 이론과 문학 비평을 구분하지 않고 거의 항상 동일한 개념을 설명하기 위해 용어를 함께 사용한다. 일부 비평가들은 문학 비평을 문학 이론의 실제 적용으로 간주하는데, 비평은 항상 특정 문학 작품을 직접적으로 다루는 반면 이론은 보다 일반적이거나 추상적일 수 있기 때문이다.
문학 비평은 종종 에세이나 책 형태로 출판된다. 학술 문학 평론가는 문학 부서에서 가르치고 학술지에 출판하며, 더 많은 인기 평론가는 The Times Literary Supplement, The New York Times Book Review, The New York Review of Books, The London Review of Books와 같이 광범위하게 유통되는 정기 간행물에 평론을 게재한다.

## 같이 보기
- 문학평론